# ポーラX
『ポーラX』（原題：Pola X）は、1999年のフランス・ドイツ・日本・スイス合作のドラマ映画。第52回カンヌ国際映画祭コンペティション部門正式出品。

## ストーリー
ノルマンディーのセーヌ川の畔。ピエールは外交官だった父の亡き後、「姉、弟」と呼び合う仲の美しい母マリーと城館で何不自由なく暮らしていた。そんな彼の前に突然、異母姉と名乗る女性イザベルが現れる。

## キャスト
※括弧内は日本語吹き替え。
- ギョーム・ドパルデュー：ピエール（川島得愛）
- カテリーナ・ゴルベワ：イザベル（高橋理恵子）
- カトリーヌ・ドヌーヴ：マリー（鈴木弘子）
- デルフィーヌ・シェイヨー（フランス語版）：リシュー（大坂史子）
- ローラン・リュカ（フランス語版）：ティボー（高橋広司）
- パタシュー：マルグリット（谷育子）
- ペトルータ・カターナ
- ミハエラ・シラギ

## スタッフ
- 監督：レオス・カラックス
- 製作：ブリュノ・ペズリー(Bruno Pésery)、堀越謙三、カール・バウムガルトナー
- 原作：ハーマン・メルヴィル
- 脚本：レオス・カラックス、ジャン・ポール・ファルゴー(Jean-Pol Fargeau)、ローラン・セドフスキー(Lauren Sedofsky)
- 撮影：エリック・ゴーティエ
- 音楽：スコット・ウォーカー
- 美術：ロラン・アレール
- 編集：ネリー・ケティエ
- 衣装（デザイン）：エスター・ヴァルツ

## 製作
レオス・カラックスの監督作品としては、『ポンヌフの恋人』以来、8年ぶりとなった。原作は、ハーマン・メルヴィルの『ピエール』。タイトルは、原作（仏語訳）の「Pierre ou les ambiguïtés」の頭文字「Pola」に、映画に使われた10番目の草稿を示すローマ数字「X」を加えたもの。本作はビデオ化されている。

## 評価
Metacriticでは、20件のレヴューで平均値は65点だった。Rotten Tomatoesでは、25件のレヴューで支持率は76%、平均値は6.4点だった。